# .hack//Alcor 破軍の序曲
『.hack//Alcor 破軍の序曲』（ドットハックアルコル 破軍の序曲）は、『.hack//G.U.: The World』に連載された原作：天羽かなみ、漫画：泉原れなの漫画である。
タイトルの「Alcor（アルコル）」は、北斗七星の恒星であるミザールの伴星のアルコルから。

## あらすじ
主人公の湯浅は、地味な自分を変えようと『The World』を始めた。七星（ななせ）となった彼女は、ギルド「カナード」に所属するシラバスに片思いをし、彼の気を引くためにギルドに入るが、彼はアリーナで活躍する揺光にばかり注目しており、七星は不満を抱いていた。
それでも楽しくゲームをプレイしていた七星だったが、揺光にやられたボルドーの腹いせの工作によって、揺光の信用を失ってしまう。
その後、リアルでもゲームでも、自分からなにかを成したことがないことや、憧れの人に近づこうとしても、結局はそれは誰かの真似でしかなかったことに気付き始める。そして他のPCから助けられながら、自分の進むべき道を模索してゆく。

## 登場人物
- 七星

職業：斬刀士。現実では2001年生まれの女性。
- 揺光

職業：双剣士。現実では2001年生まれの女性。
- シラバス

職業：斬刀士。
- ガスパー

職業：魔導士。
- クーン

職業：銃戦士。
- ボルドー

職業：銃戦士。PK（プレイヤー・キラー）。
- ネギ丸

職業：双剣士。ボルドーの手下の1人。
- グリン

職業：撃剣士。ボルドーの手下の1人。
- 楓

職業：斬刀士。所属ギルド：月の樹。
- エンデュランス

職業：斬刀士。所属ギルド：月の樹。
- 朔望

職業：魔導士。朔と望という双子が操るPC。
- 欅

巨大ギルド「月の樹」のギルドマスターであり一番隊隊長。

## 単行本
- 天羽かなみ・泉原れな『.hack//Alcor 破軍の序曲』角川書店〈 カドカワコミックス・エース〉ISBN 4-04-713908-4